# یواس‌اس کوئینسی (سی‌ای-۷۱)
یواس‌اس کوئینسی (سی‌ای-۷۱) (به انگلیسی: USS Quincy (CA-71)) یک کشتی بود که طول آن ۶۷۳ فوت ۵ اینچ (۲۰۵٫۲۶ متر) بود. این کشتی در سال ۱۹۴۳ ساخته شد.
عرشه این کشتی میزبان توافق کوئینسی در سال ۱۹۴۵ بود.